# Günter Riedel
Günter Riedel (* 13. Juli 1909 in Schneeberg, Königreich Sachsen; † 24. November 1975) war ein deutscher Geophysiker. Er galt als Fachmann für Elektronenmikroskopie.

## Leben und Wirken
Günter Riedel, nicht zu verwechseln mit Günther Riedel, stammte aus dem sächsischen Erzgebirge. Nach dem Schulabschluss studierte er Geophysik und promovierte 1935 an der Universität Leipzig zum Dr. phil. Gegen Ende des Krieges wurde er für Hitlers Leibarzt Theo Morell in dem für diesen in Bayerisch Gmain mit einem Kostenaufwand von 500.000 RM eingerichteten privaten Forschungsinstitut tätig, in dem sich seit 1944 das erste industriell gefertigte und funktionierende Elektronenmikroskop befand, das Riedel als Fachmann für Elektronenmikroskopie betreute.
Nach dem Zweiten Weltkrieg arbeitete er in den 1960er Jahren am Institut für Reaktorbauelemente, Kernforschungsanlage Jülich des Landes Nordrhein-Westfalen e. V.

## Schriften (Auswahl)
- Singularitäten des Davoser Klimas. (Inaugural-Dissertation). Darmstadt 1936.
- Singularitäten des Davoser Klimas. Springer-Verlag, Berlin 1936.
- Messung und Regelung des Klimazustandes durch eine die Erträglichkeit für den Menschen anzeigende Klimasonde. Wiesbaden 1958.
- Messung und Regelung des Klimazustandes durch eine die Erträglichkeit für den Menschen anzeigende Klimasonde. Köln, Opladen 1958.
- Elektronenmikroskopische Präparation radioaktiv markierter Aerosole. Jülich 1963.